# Ginkgo adiantoides
Ginkgo adiantoides — вимерлий вид гінкго родини Ginkgoaceae, що жив із пізньої крейди до міоцену. Еволюційна історія невирішена. Морфологічні та молекулярні дані показують широкий спектр можливих зв'язків із цикадами і хвойними.
Листя гінкго розпускалися як на довгих, так і на коротких пагонах на бічних гілках головного стебла. Їх впізнають за характерною формою листя та відкритим дихотомічним малюнком жилкування.
Скам'янілості знайдено в Європі, Азії й Північній Америці.

## Галерея

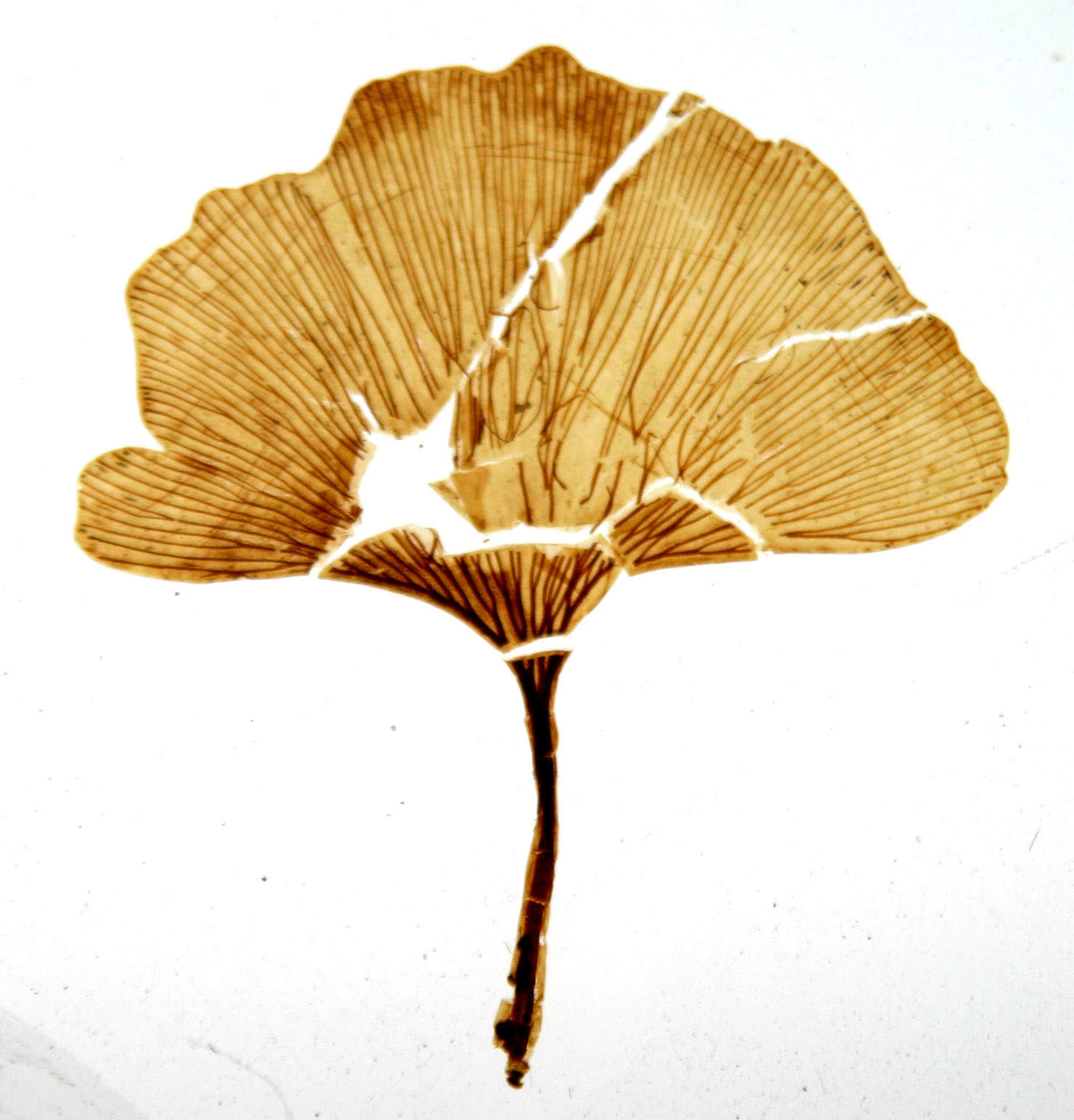
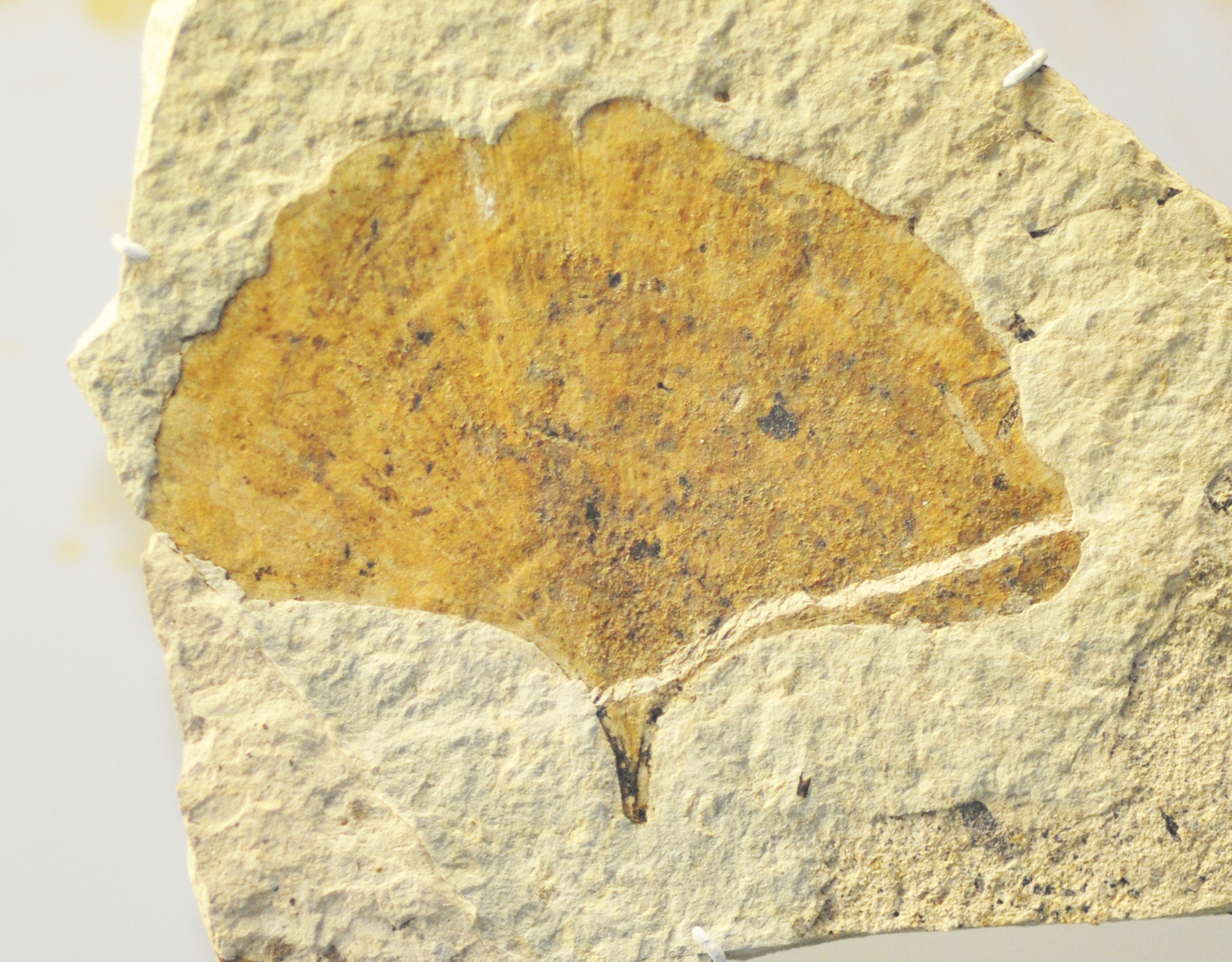
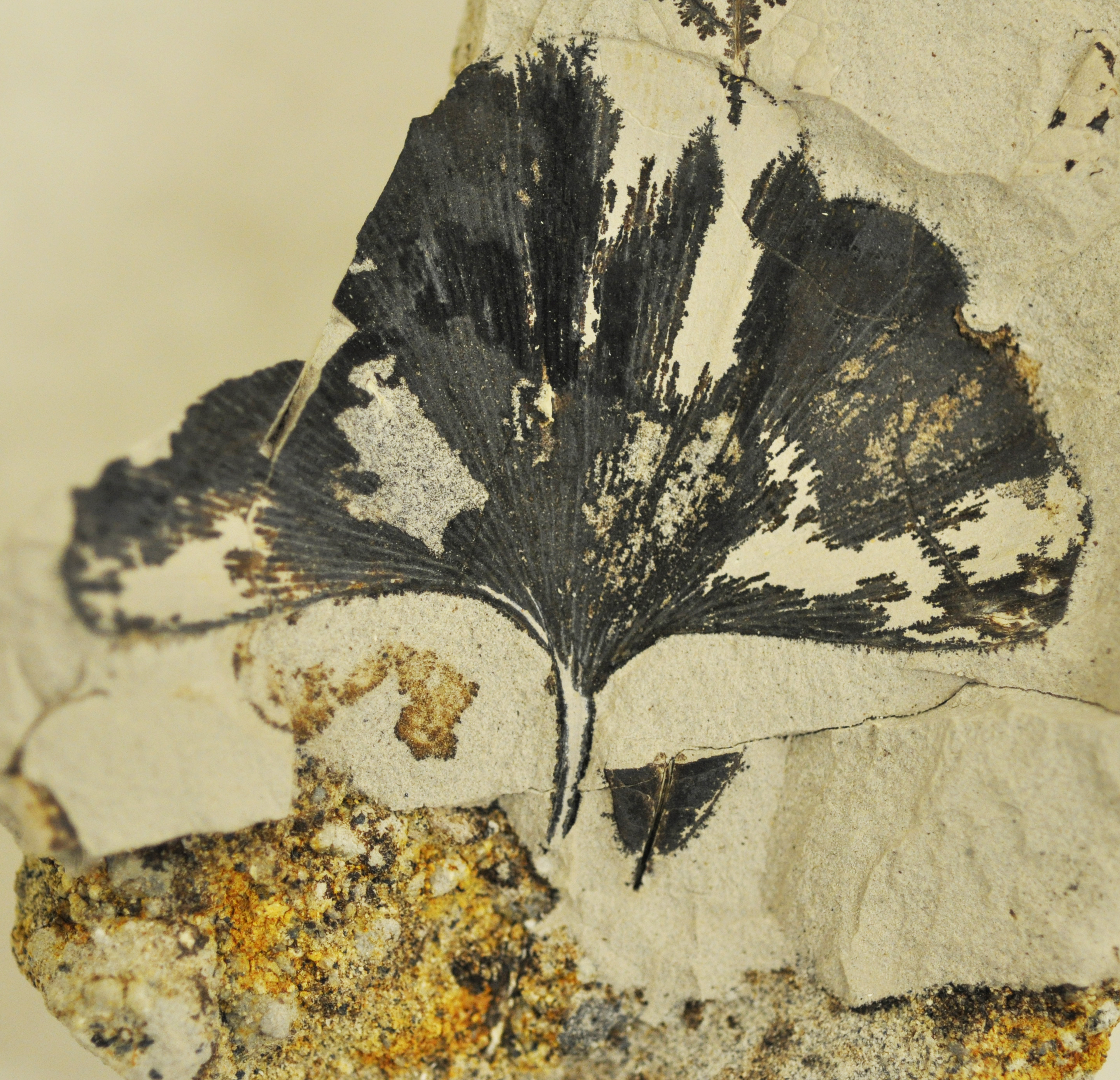